# Order of the Nation
Der Order of the Nation ist eine jamaikanische Auszeichnung, die ursprünglich nur an jamaikanische Generalgouverneure verliehen werden konnte. Es ist die zweithöchste vom jamaikanischen Staat vergebene Ehrung. Der Orden wurde 1973 mit einer Ergänzung des National Honours and Awards Act eingeführt. Im Jahr 2002 wurde beschlossen, den Orden auch an alle Premierminister zu verleihen, die nicht bereits als Nationalheld Jamaikas ausgezeichnet worden sind.
Das Motto des Ordens lautet „One Nation Under God“ (deutsch: „Eine Nation unter Gott“). Die Mitglieder sind berechtigt das Ordenszeichen zu tragen und sind zudem befugt, ihrem Namen die Buchstaben ON (sogenannte post-nominals) nachzustellen. Die Anrede für die Mitglieder wie auch für ihre Ehepartner lautet „The Most Honourable“.

## Ordenszeichen

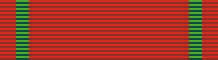
Ordensband

Das Ordenszeichen des Order of the Nation besteht aus einem zwölfzackigen Bruststern, auf dem sich mittig das jamaikanische Staatswappen in Gold auf einem Hintergrund aus roter Email befindet. Das Wappen ist umgeben vom Ordensmotto in goldenen Buchstaben auf grünemailliertem Grund. Zwischen den Zacken des Sterns befindet sich jeweils eine goldene Ananas. Getragen wird der Orden an einer breiten, glänzendroten Seidenschärpe mit schmalen grünen Streifen am Rand.

## Mitglieder
- Patrick Linton Allen, Generalgouverneur
- Howard Felix Hanlan Cooke, ehemaliger Generalgouverneur
- Kenneth Octavius Hall, ehemaliger Generalgouverneur
- Percival Noel James Patterson, ehemaliger Premierminister (2002)
- Portia Lucretia Simpson Miller, Premierministerin (2006)

### Verstorbene Mitglieder
- Clifford Clarence Campbell, ehemaliger Generalgouverneur
- Florizel Augustus Glasspole, ehemaliger Generalgouverneur
- Michael Norman Manley, ehemaliger Premierminister (2002)
- Donald Burns Sangster, ehemaliger Premierminister (2002)
- Edward Phillip George Seaga, ehemaliger Premierminister (2002)
- Hugh Lawson Shearer, ehemaliger Premierminister (2002)